# West Orchard
West Orchard – wieś w Anglii, w hrabstwie Dorset. Leży 31 km na północny wschód od miasta Dorchester i 161 km na południowy zachód od Londynu.